# Joseph Gordon-Levitt
Joseph Leonard Gordon-Levitt (Los Angeles, Kalifornia, 1981. február 17. –) Golden Globe-díjra jelölt amerikai színész, filmrendező, énekes és vállalkozó.
Pályafutását gyerekszínészként kezdte. Napjainkban olyan sikerfilmekben játszik, mint az Eredet vagy az 500 nap nyár.

## Fiatalkora
Joseph Leonard Gordon-Levitt a Kaliforniai Los Angelesben született, és Sherman Oaks szomszédságában nevelkedett. Zsidó, "nem feltétlenül vallásos" családból származik, a szülei a Progressive Jewish Alliance alapítói között voltak. Gordon-Levitt édesapja, Dennis Levitt, egykor a Pacifica rádió, a KPFK-FM hírigazgatója volt. Édesanyja Jane Gordon, aki az 1970-es években indult az Egyesült Államok kaliforniai kongresszusának Béke és Szabadság Pártján; akkor ismerkedett meg Dennis Levittel, amikor a KPFK-FM műsorújság-szerkesztőjeként dolgozott.
Anyai nagyapja, a néhai hollywoodi filmrendező Michael Gordon (1909–1993) volt. Gordon-Levittnek volt egy idősebb testvére, Dan, fotós és tűzzsonglőr, aki 2010-ben halt meg 36 évesen.
Gordon-Levitt a Van Nuys Középiskolába járt és 1999-ben végzett.

## Magánélete
2013 októberében Gordon-Levitt feministának vallotta magát, hitet adva az édesanyjának: „Anyám feministának nevelt. Az 1960-as és 1970-es években tevékenyen részt vett a mozgalomban. A hollywoodi filmipar hosszú utat tett meg múltja óta. A szexizmus miatt minden bizonnyal rossz történelme van, de ez nem egészen így van.”
2014 decemberében Gordon-Levitt feleségül vette a Fellow Robots technológiai cég alapítóját és vezérigazgatóját, Tasha McCauley-t. Első gyermekük, egy kisfiú, 2015 augusztusában született. Második fiuk pedig 2017 júniusában. 2020 októbere óta családjával együtt él az Új-Zélandi Wellingtonban, miután új tévés produkcióját oda költöztette, hogy biztonságosan készítsen filmet az Amerikai Egyesült Államokban tengő Covid-19 világjárványt elhagyva.

## Filmográfia

### Film
| Év   | Magyar cím                             | Eredeti cím                       | Szerep                                 | Magyar hang       | Rendező                 |
| ---- | -------------------------------------- | --------------------------------- | -------------------------------------- | ----------------- | ----------------------- |
| 1992 | Beethoven                              | Beethoven                         | tanuló                                 |                   | Brian Levant            |
| 1992 | Folyó szeli ketté                      | A River Runs Through It           | Norman Maclean fiatalon                |                   | Robert Redford          |
| 1994 | Bankrabló a feleségem                  | Holy Matrimony                    | Ezekiel "Zeke" Jacobson                | Molnár Levente    | Leonard Nimoy           |
| 1994 | Véres virágok                          | Roadflower                        | Rich Lerolland                         | Hamvas Dániel     | Deran Sarafian          |
| 1994 | Angyalok a pályán                      | Angels in the Outfield            | Roger Bomman                           | Polgár Péter      | William Dear            |
| 1996 | Az esküdt                              | The Juror                         | Oliver Laird                           | Magyar Mihály     | Brian Gibson            |
| 1998 | Édes Jane                              | Sweet Jane                        | Tony                                   |                   | Joe Gayton              |
| 1998 | H20 – Halloween húsz évvel később      | Halloween H20: 20 Years Later     | James "Jimmy" Howell                   | Halasi Dániel     | Steve Miner             |
| 1999 | 10 dolog, amit utálok benned           | 10 Things I Hate About You        | Cameron James                          | Harsányi Bence    | Gil Junger              |
| 2000 | El a kezekkel a feleségemtől           | Picking Up the Pieces             | Flaco                                  |                   | Alfonso Arau            |
| 2000 | Mindörökké Lulu                        | Forever Lulu                      | Martin Ellsworth                       |                   | John Kaye               |
| 2001 | Őrült                                  | Manic                             | Lyle Jensen                            | Hamvas Dániel     | Jordan Melamed          |
| 2002 | A kincses bolygó                       | Treasure Island                   | Jim Hawkins (hangja)                   | Moser Károly      | Ron Clements            |
| 2002 | A kincses bolygó                       | Treasure Island                   | Jim Hawkins (hangja)                   | Moser Károly      | John Musker             |
| 2003 | Utolsó napok                           | Latter Days                       | idősebb Paul Ryder                     |                   | C. Jay Cox              |
| 2004 | Titokzatos bőr                         | Mysterious Skin                   | Neil McCormick                         |                   | Gregg Araki             |
| 2005 | Beépülve                               | Brick                             | Brendan Frye                           | Halasi Dániel     | Rian Johnson (1)        |
| 2005 | Beépülve                               | Brick                             | Brendan Frye                           | Papp Dániel       | Rian Johnson (1)        |
| 2005 | Árnyékboksz                            | Shadowboxer                       | Dr. Don                                | Papp Dániel       | Lee Daniels             |
| 2005 | Ámok                                   | Havoc                             | Sam                                    | Előd Botond       | Barbara Kopple          |
| 2007 | A kulcsfigura                          | The Lookout                       | Chris Pratt                            | Csőre Gábor       | Scott Frank             |
| 2008 | A sereg nem enged                      | Stop Loss                         | Tommy Burgess                          | Hevér Gábor       | Kimberly Peirce         |
| 2008 |                                        | Miracle at St. Anna               | Tim Boyle                              |                   | Spike Lee               |
| 2008 | Szélhámos fivérek                      | The Brothers Bloom                | védnök (cameo)                         |                   | Rian Johnson (2)        |
| 2009 | Fej vagy írás                          | Uncertainty                       | Bobby Thompson                         |                   | Scott McGehee           |
| 2009 | Fej vagy írás                          | Uncertainty                       | Bobby Thompson                         | David Siegel      |                         |
| 2009 | G. I. Joe: A kobra árnyéka             | G.I. Joe: The Rise of Cobra       | Kobra parancsnok / Rexford "Rex" Lewis | Kaszás Gergő      | Stephen Sommers         |
| 2009 | 500 nap nyár                           | 500 Days of Summer                | Tom Hansen                             | Baráth István     | Marc Webb               |
| 2009 | Hajsza                                 | Killshot                          | Richie Nix                             | Csőre Gábor       | John Madden             |
| 2009 |                                        | Women in Trouble                  | Bert Rodriguez                         |                   | Sebastian Gutierrez (1) |
| 2010 | Eredet                                 | Inception                         | Arthur                                 | Hujber Ferenc     | Christopher Nolan (1)   |
| 2010 | Szex a lelke mindennek                 | Elektra Luxx                      | Bert Rodriguez                         |                   | Sebastian Gutierrez (2) |
| 2010 | Hesher                                 | Hesher                            | Hesher                                 | Karácsonyi Zoltán | Spencer Susser          |
| 2011 | Fifti-fifti                            | 50/50                             | Adam Lerner                            | Szatory Dávid     | Jonathan Levine (1)     |
| 2012 | Lincoln                                | Lincoln                           | Robert Todd Lincoln                    | Szatory Dávid     | Steven Spielberg        |
| 2012 | Looper – A jövő gyilkosa               | Looper                            | fiatal Joe                             | Dolmány Attila    | Rian Johnson (3)        |
| 2012 | A sötét lovag – Felemelkedés           | The Dark Knight Rises             | John Blake                             | Csőre Gábor       | Christopher Nolan (2)   |
| 2012 | Fék nélkül                             | Premium Rush                      | Wilee                                  | Molnár Levente    | David Koepp             |
| 2013 | Don Jon                                | Don Jon                           | Jon "Don Jon" Martello                 | Szatory Dávid     | Joseph Gordon-Levitt    |
| 2014 | Az interjú                             | The Interview                     | önmaga (cameo)                         | nem szólal meg    | Evan Goldberg           |
| 2014 | Az interjú                             | The Interview                     | önmaga (cameo)                         | nem szólal meg    | Seth Rogen              |
| 2014 | Sin City: Ölni tudnál érte             | Sin City: A Dame to Kill For      | Johnny                                 | Szatory Dávid     | Frank Miller            |
| 2014 | Sin City: Ölni tudnál érte             | Sin City: A Dame to Kill For      | Johnny                                 | Szatory Dávid     | Robert Rodríguez        |
| 2014 | Szél támad                             | The Wind Rises                    | Horikosi Dzsiró (angol hangja)         |                   | Mijazaki Hajao          |
| 2015 | Kötéltánc                              | The Walk                          | Philippe Petit                         | Horváth Illés     | Robert Zemeckis (1)     |
| 2015 | Másnap(os) karácsony                   | The Night Before                  | Ethan Miller                           | Hamvas Dániel     | Jonathan Levine (2)     |
| 2016 | Snowden                                | Snowden                           | Edward Snowden                         | Szatory Dávid     | Oliver Stone            |
| 2017 | Star Wars VIII. rész – Az utolsó jedik | Star Wars: The Last Jedi          | Slowen Lo (cameo)                      | Seszták Szabolcs  | Rian Johnson (4)        |
| 2019 | 7500                                   | 7500                              | Tobias Ellis                           | Szatory Dávid     | Patrick Vollrath        |
| 2019 | Tőrbe ejtve                            | Knives Out                        | Hardrock nyomozó (cameo hangja)        | Szatory Dávid     | Rian Johnson (5)        |
| 2020 | Project Power: A por ereje             | Project Power                     | Frank Shaver                           | Szatory Dávid     | Henry Joost             |
| 2020 | Project Power: A por ereje             | Project Power                     | Frank Shaver                           | Szatory Dávid     | Ariel Schulman          |
| 2020 | A chicagói 7-ek tárgyalása             | The Trial of the Chicago 7        | Richard Schultz                        |                   | Aaron Sorkin            |
| 2022 | Tőrbe ejtve – Az üveghagyma            | Glass Onion: A Knives Out Mistery | Miles órája (cameo hangja)             | eredeti hang      | Rian Johnson (6)        |
| 2022 | Pinokkió                               | Pinocchio                         | Tücsök Tihamér (hangja)                | Sánta László      | Robert Zemeckis (2)     |
| 2023 | Flora és fia                           | Flora and Son                     | Jeff                                   |                   | John Carney             |
| 2023 | Volt egyszer egy stúdió                | Once Upon a Studio                | Jim Hawkins (hangja)                   |                   | Trent Correy            |
| 2023 | Volt egyszer egy stúdió                | Once Upon a Studio                | Jim Hawkins (hangja)                   | Dan Abraham       |                         |
| 2024 | Beverly Hills-i zsaru: Axel Foley      | Beverly Hills Cop: Axel F         | Bobby Abbott                           | Szatory Dávid     | Mark Molloy             |
| 2024 |                                        | Greedy People                     | Terry Brogan                           |                   | Potsy Ponciroli         |
| 2024 |                                        | Killer Heat                       | Nick Bali                              |                   | Philippe Lacôte         |

### Televízió

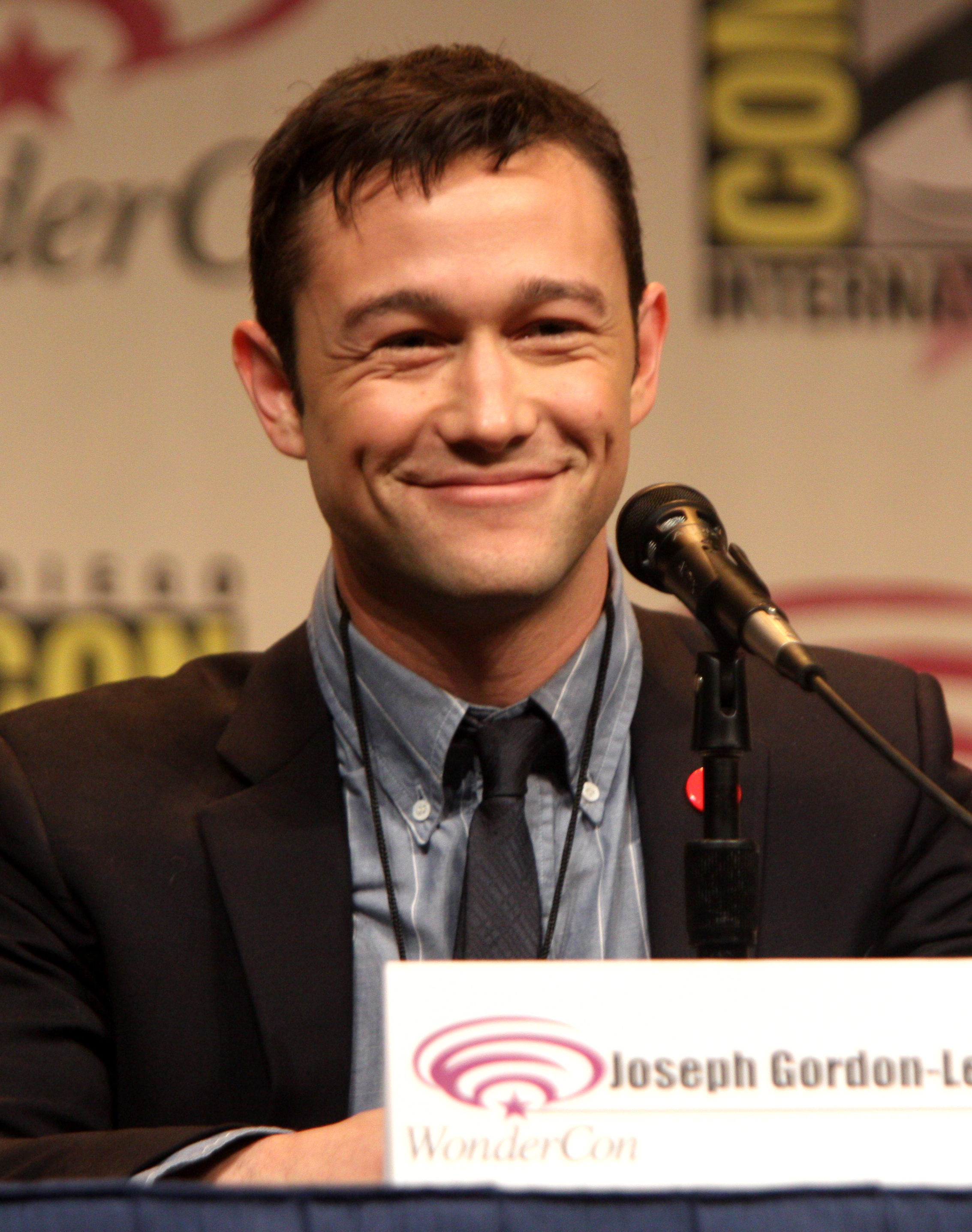
2012 márciusában

| Év        | Magyar cím                    | Eredeti cím                                   | Szerep                         | Megjegyzések                                              |
| --------- | ----------------------------- | --------------------------------------------- | ------------------------------ | --------------------------------------------------------- |
| \|988     | Csak a testemen keresztül     | Stranger on My Land                           | Rounder                        | - tévéfilm - magyar hangja: - Szalay Csongor              |
| \|988     | Családi kötelékek             | Family Ties                                   | Dougie                         | 2 epizód                                                  |
| 1989      |                               | Settle the Score                              | Justin                         | tévéfilm                                                  |
| 1990      | Gyilkos sorok                 | Murder, She Wrote                             | fiú                            | 1 epizód                                                  |
| 1991      | Danielle Steel: Második esély | Chances                                       | Matthew "Matt" Hallam          | - tévéfilm - magyar hangja: - Jávor Dani                  |
| 1991      | Szervusz, drágám, meghaltam   | Hi Honey - I'm Dead                           | Josh                           | tévéfilm                                                  |
| 1991      |                               | Plymouth                                      | Simon                          | tévéfilm                                                  |
| 1991      |                               | Dark Shadows                                  | Daniel Collins / David Collins | 11 epizód                                                 |
| 1991      |                               | China Beach                                   | Archie Winslow kilencévesen    | 1 epizód                                                  |
| 1991      | Quantum Leap – Az időutazó    | Quantum Leap                                  | Kyle                           | 1 epizód                                                  |
| 1991      |                               | L.A. Law                                      | Rick Berg                      | 1 epizód                                                  |
| 1992–1993 |                               | The Powers That Be                            | Pierce Van Horne               | 13 epizód                                                 |
| 1993      |                               | Gregory K                                     | Gregory Kingsley               | tévéfilm                                                  |
| 1993      | Quinn doktornő                | Dr. Quinn, Medicine Woman                     | Zack Lawson                    | 1 epizód                                                  |
| 1993–1995 | Roseanne                      | Roseanne                                      | George                         | 4 epizód                                                  |
| 1995      | A nagy elefántkaland          | The Great Elephant Escape                     | Matthew                        | tévéfilm                                                  |
| 1996–2001 | Űrbalekok                     | 3rd Rock from the Sun                         | Tommy Solomon                  | - főszereplő - magyar hangja:[forrás?] - Baráth István    |
| 1998      | Azok a 70-es évek show        | That '70s Show                                | Buddy Morgan                   | 1 epizód                                                  |
| 2000      | Végtelen határok              | The Outer Limits                              | Zach                           | 1 epizód                                                  |
| 2005      | Gyilkos számok                | Numb3rs                                       | Scott Reynolds                 | 1 epizód                                                  |
| 2009–2012 | Saturday Night Live           | Saturday Night Live                           | önmaga (házigazda)             | 2 epizód                                                  |
| 2013      |                               | Lady Gaga and the Muppets Holiday Spectacular | önmaga                         | különkiadás                                               |
| 2014–2015 |                               | HitRecord on TV                               | önmaga (házigazda)             | vezető producer                                           |
| 2015      |                               | Comedy Bang! Bang!                            | önmaga                         | 1 epizód                                                  |
| 2015      |                               | The Mindy Project                             | Matt Sherman                   | 1 epizód                                                  |
| 2015      | Muppet Show                   | The Muppets                                   | önmaga                         | 1 epizód                                                  |
| 2015      | Playback párbaj               | Lip Sync Battle                               | önmaga                         | 1 epizód                                                  |
| 2015      |                               | Todrick                                       | önmaga                         | 1 epizód                                                  |
| 2017      | Nyomozó elvtárs               | Comrade Detective                             | Iosif Baciu (hangja)           | 6 epizód                                                  |
| 2018      |                               | Drop the Mic                                  | önmaga                         | 1 epizód                                                  |
| 2018      |                               | Comedy Central Roast                          | önmaga (házigazda)             | 1 epizód                                                  |
| 2019      |                               | Sesame Street's 50th Anniversary Celebration  | önmaga (házigazda)             | különkiadás                                               |
| 2021      | Mr. Corman                    | Mr. Corman                                    | Corman                         | - főszereplő - rendező, forgatókönyvíró - vezető producer |
| 2021      | Star Wars: Látomások          | Star Wars: Visions                            | Jay (angol hangja)             | 1 epizód                                                  |
| 2021      | Farkassrác és a Mindenséggyár | Wolfboy and the Everything Factory            | Luxcraft (hangja)              | 10 epizód vezető producer                                 |
| 2022      |                               | That's My Jam                                 | önmaga / vendég                | 1 epizód                                                  |
| 2022      | Super Pumped                  | Super Pumped                                  | Travis Kalanick                | 7 epizód                                                  |
| 2023      | Poker Face                    | Poker Face                                    | Trey Mendez                    | - 1 epizód - magyar hangja:[forrás?] - Szatory Dávid      |

### Videójátékok
| Év   | Cím                                | Szerep                   |
| ---- | ---------------------------------- | ------------------------ |
| 2002 | Treasure Planet: Battle at Procyon | Jim Hawkins (hangja)     |
| 2009 | G.I. Joe: The Rise of Cobra        | Kobra kommandós (hangja) |